# Coral Gables Biltmore Hotel
Il Coral Gables Biltmore Hotel è uno storico hotel di lusso situato di Coral Gables in Florida.

## Storia
L'albergo è stato aperto nel 1926 da John McEntee Bowman e George Edgar Merrick come parte della catena dei Biltmore hotel. L'edificio, disegnato da Schultze e Weaver, è un monumento storico nazionale degli Stati Uniti.
Funse da ospedale durante la Seconda guerra mondiale e come un VA Hospital e campus della facoltà di medicina dell'Università di Miami fino al 1968. Divenne nuovamente un hotel nel 1987 gestito dalla Seaway Hotels Corporation.
Una volta completato, divenne l'edificio più alto della Florida, superando la Freedom Tower in Downtown Miami. Fu poi a sua volta superato nel 1928 dal Dade County Courthouse, anch'esso in Downtown Miami.
Un tempo la piscina era la più grande piscina del mondo e tra le tante attrazioni c'era l'istruttore di nuoto (e dopo attore interprete di Tarzan) Johnny Weissmuller.
L'hotel è stato usato come set per il film Bad Boys e per serie televisive come CSI: Miami e Miami Vice.